# 2021 في الأردن

## سياسة
- 6 فبراير: الحكومة الأردنية تعلن عن وصول أعداد المصابين بفيروس كورونا إلى 333,855 في حين بلغ عدد الوفيات 4369.[1]
- 6 فبراير : مرصد الزلازل يعلن عن تسجيل 975 نشاطا زلزاليا عام 2020.[2]

## وفيات
- 5 يناير : ألبير حداد - منتج تلفزيوني أردني.[3]
- 10 فبراير : عبد الهادي راجي المجالي - وزير أسبق ورئيس مجلس نواب [4]
- 28 فبراير : عقل بلتاجي - أمين عمان [5]
- 11 أبريل: علي البشير - قاضٍ وسياسي أردني.[6]
- 15 ديسمبر: فايز الطراونة - سياسي أردني.[7][8][9]